# Jan Schaeferbrug

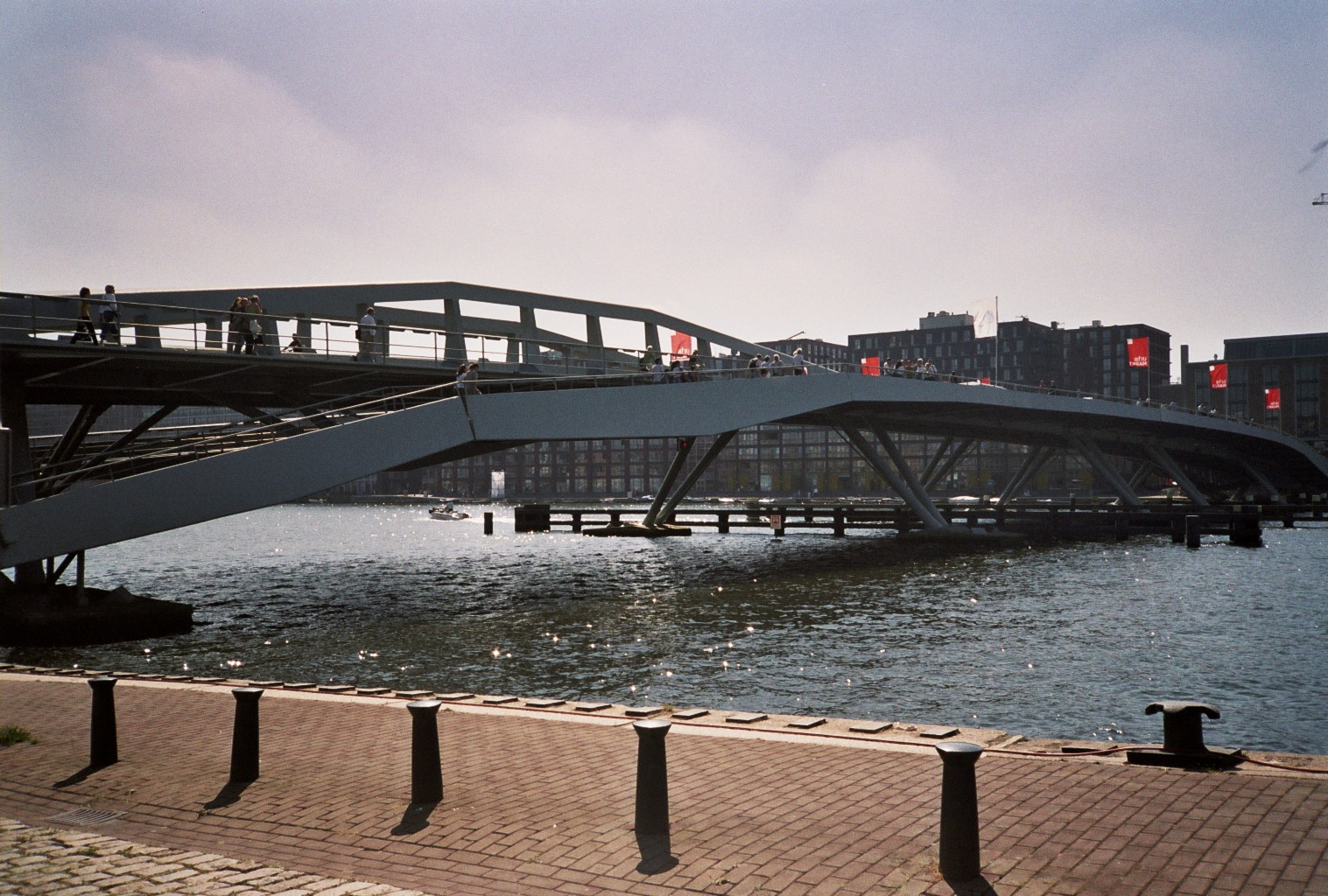
Vue du Jan Schaeferbrug

Le Jan Schaeferbrug (qui apparaît parfois sous le nom de parfois Javabrug) est un pont de l'arrondissement Oost d'Amsterdam, aux Pays-Bas. Situé dans le Oostelijk Havengebied, il relie le Piet Heinkade à l'île de Java-eiland. Il a été conçu par l'architecte néerlandais Ton Venhoeven, et baptisé en l'honneur du politicien Jan Schaefer (1940-1994). Le premier pilier du pont, qui fut inauguré en 2001, fut installé en 1999. 
L'une des particularités du pont tient au fait que sa partie centrale est amovible. Le pont n'est donc pas un pont mobile à proprement parler, mais peut être temporairement démonté dans le cas d'événements spéciaux comme la course de voile Sail Amsterdam au cours de laquelle des voiliers de grande taille ont besoin de passer dessous. Cela se produisit pour la première fois en août 2005. L'une des autres spécificités du pont est qu'il passe au travers du Pakhuis De Zwijger au sud. Cela s'explique par le fait que le pont a été construit dans le plongement de la Kattenburgerstraat et que la Pakhuis ne pouvait pas être démolie. Une ouverture y fut ainsi ajoutée pour aménager l'immeuble, et permettre aux vélos et personnes d'y circuler. Le Pakhuis rouvrit ses portes en 2006 à la suite de travaux de restauration, et accueille de nouveau des expositions et événements culturels.